# إفراين فلوريس
إفراين فلوريس (بالإسبانية: Efraín Flores)‏ هو لاعب كرة قدم ومدرب كرة قدم مكسيكي، ولد في 6 فبراير 1958 في Juchipila ‏ في المكسيك.